# Olympische Zwischenspiele 1906/Teilnehmer (Griechenland)
| Gelbes Symbol für Goldmedaillen mit stilisierten Olympischen Ringen | Graues Symbol für Silbermedaillen mit stilisierten Olympischen Ringen | Braundes Symbol für Bronzemedaillen mit stilisierten Olympischen Ringen |
| ------------------------------------------------------------------- | --------------------------------------------------------------------- | ----------------------------------------------------------------------- |
| 8                                                                   | 13                                                                    | 12                                                                      |

Griechenland nahm an den Olympischen Zwischenspielen 1906 in Athen, Griechenland, mit 312 Sportlern teil. Dabei konnten die Athleten acht Gold-, 13 Silbermedaille und zwölf Bronzemedaillen gewinnen.

## Medaillengewinner

### Olympiasieger
| Name | Sportart       | Wettkampf                          |
| --- | -------------- | ---------------------------------- |
| Ioannis Georgiadis | Fechten        | Säbel Einzel (1 Treffer)           |
| Dimitrios Tofalos | Gewichtheben   | Beidarmig                          |
| Nikolaos Georgantas | Leichtathletik | Steinstoßen                        |
| Georgios Orfanidis | Schießen       | Freier Revolver (50 m)             |
| Konstantinos Skarlatos | Schießen       | Schnellfeuerpistole (25 m)         |
| Isidoros Michas Ioannis Georgas Michail Sokos Ioannis Agrimis Argos Mylonas Demetrios Kakousis Ioannis Loukas Paulos Kangiotzis Ioannis Laphiotis Mikhail Mouratis Christos Tsirigotakis Angelos Dribas Konstantinos Kefalas Ioannis Kaisareus Ioannis Pilouris Demetrios Piaditis Petros Velliotis (Steuermann) | Rudern         | Sechzehner mit Steuermann (3000 m) |
| Esme Simiriotou | Tennis         | Einzel                             |
| Georgios Aliprantis | Turnen         | Tauhangeln                         |

### Zweiter
| Name | Sportart       | Wettkampf                              |
| --- | -------------- | -------------------------------------- |
| Ioannis Georgiadis Triantafyllos Kordogiannis Menelaos Sakorafos Christos Zorbas | Fechten        | Säbel Mannschaft                       |
| Ioannis Raisis | Fechten        | Säbel Fechtmeister                     |
| Nikolaos Georgantas | Leichtathletik | Diskuswurf                             |
| Nikolaos Georgantas | Leichtathletik | Diskuswurf (griechischer Stil)         |
| Demetrios Dais Pavlos Kypraios Demetrios Balourdos Nikolaos Dekavalas Nikolaos Karsouvas Spyros Vessalas Konstantinos Misonginis (Steuermann) | Rudern         | Sechser mit Steuermann (2000 m)        |
| Ioannis Tsirakis Michail Katsoulis Konstantinos Niotis Nikolaos Stergiou Ioannis Papapanagiotou Ioannis Dolas Petros Pterneas Georgios Nikoloutsos Ioannis Grypaios Stamatios Diomataras Evangelos Kanakaris Ioannis Fasilis Konstantinos Papagiannoulis S. Lemonis Evangelos Kanakaris Xenofon Stellas Evangelos Chaldeos Ioannis Milakas (Steuermann) | Rudern         | Sechzehner mit Steuermann (3000 m)     |
| Anastasios Metaxas | Schießen       | Tontaubenschießen, Doppelschuss (Trap) |
| Ioannis Peridis | Schießen       | Tontaubenschießen (Trap)               |
| Alexandros Theofilakis | Schießen       | Militärrevolver (20 m)                 |
| Spyros Lazaros Antonios Tsitas Spyros Vellas Vasilios Psachos Konstantinos Lazaros Georgios Papachristou Panagiotis Trivoulidis Georgios Psachos | Tauziehen      | Männer                                 |
| Sophia Marinou | Tennis         | Einzel                                 |
| Sophia Marinou Georgios Simiriotou | Tennis         | Mixed                                  |
| Xenophon Kasdaglis Ioannis Ballis | Tennis         | Doppel                                 |

### Dritter
| Name | Sportart       | Wettkampf                       |
| --- | -------------- | ------------------------------- |
| Ioannis Raisis | Fechten        | Degen Fechtmeister              |
| Themistoklis Diakidis | Leichtathletik | Hochsprung                      |
| Michalis Dorizas | Leichtathletik | Steinstoßen                     |
| Georgios Saridakis | Leichtathletik | 3000 m Bahngehen                |
| Konstantinos Spetsiotis | Leichtathletik | 1500 m Bahngehen                |
| Dionysios Christeas Demetrios Grous Georgios Maroulis Nikolaos Fotinakis P. Lomvardos Demetrios Souranis Petros Mexis (Steuermann) | Rudern         | Sechser mit Steuermann (2000 m) |
| Georgios Skotadis | Schießen       | Militärrevolver (20 m)          |
| Aristidis Rangavis | Schießen       | Schnellfeuerpistole (25 m)      |
| Aristidis Rangavis | Schießen       | Freier Revolver (50 m)          |
| Effrosini Paspati | Tennis         | Einzel                          |
| Aspasia Matsa Xenophon Kasdaglis                                                                                                   | Tennis         | Mixed                           |
| Konstantinos Kozanitas | Turnen         | Tauhangeln                      |

## Teilnehmer nach Sportarten

### Fechten
- Mikhail Anerrapsis
Florett Einzel: Vorrunde

- Konstantinos Fotiadis
Säbel Einzel (1 Treffer): Vorrunde
Säbel Einzel (3 Treffer): Vorrunde

- Ioannis Georgiadis
Degen Einzel: Vorrunde
Degen Mannschaft: Vierter
Säbel Einzel (1 Treffer):  Olympiasieger
Säbel Mannschaft:  Zweiter

- Alexandros Charalambopoulos
Florett Einzel: Vorrunde
Säbel Einzel (1 Treffer): Vorrunde

- Triantafyllos Kordogiannis
Säbel Mannschaft:  Zweiter

- Aristidis Kritikos
Florett Einzel: Vorrunde

- Aristidis Papadakis
Degen Einzel: Vorrunde

- Georgios Petropoulos
Degen Einzel: Vorrunde
Degen Mannschaft: Vierter

- Ioannis Raisis
Degen Fechtmeister:  Dritter
Säbel Fechtmeister:  Zweiter

- Menelaos Sakorafos
Säbel Einzel (1 Treffer): Vorrunde
Säbel Mannschaft:  Zweiter

- Konstantinos Tamvakos
Degen Einzel: Vorrunde

- Georgios Valakakis
Degen Mannschaft: Vierter

- Christos Zorbas
Florett Einzel: Vorrunde
Degen Einzel: Vorrunde
Degen Mannschaft: Vierter
Säbel Einzel (1 Treffer): Vorrunde
Säbel Einzel (3 Treffer): Vorrunde
Säbel Mannschaft:  Zweiter

### Gewichtheben
- Nikolaos Anagnostopoulos
Einarmig, links und rechts: Neunter

- Theodoros Georgiadis
Einarmig, links und rechts: Zehnter

- Perikles Kakousis
Beidarmig: Sechster

- Stefanos Christopoulos
Einarmig, links und rechts: Elfter
Beidarmig: Siebter

- Dimitrios Tofalos
Einarmig, links und rechts: k. A.
Beidarmig:  Olympiasieger

- Ioannis Varanakis
Einarmig, links und rechts: Sechster
Beidarmig: Siebter

### Leichtathletik
- Ioannis Alepous
Marathon: Fünfter

- Pantelis Amiras
Standweitsprung: Zwölfter

- Nikolaos Anagnostopoulos
Kugelstoßen: k. A.

- Georgios Anastasiadis
800 m: Vorrunde
1500 m: Vorrunde

- Sotirios Anastasopoulos
100 m: Vorrunde
400 m: Vorrunde

- Nikolas Andreadakis
Hochsprung: k. A.
Weitsprung: 13.
Dreisprung: k. A.

- Andreas Andreadis
1500 m: Vorrunde
Marathon: k. A.

- Stavros Antoniadis
Speerwurf (Freistil): k. A.

- Ioannis Arvanitis
5 Meilen (8047 m): k. A.

- Georgios Banikas
Stabhochsprung: Fünfter

- Spyridon Belokas
Marathon: k. A.

- Christos Davaris
Marathon: Zehnter

- Ioannis Demestichas
400 m: Vorrunde

- Konstantinos Devetzis
100 m: Vorrunde

- Nikolaos Dialektos
Marathon: k. A.

- Themistokalis Diakidis
Hochsprung:  Dritter
Standhochsprung: Sieber

- T. Dionysiotis
Marathon: k. A.

- Michalis Dorizas
Steinstoßen:  Dritter
Diskuswurf: k. A.
Diskuswurf (griechischer Stil): k. A.

- Nikolaos Drosinos
Hochsprung: k. A.

- Pandelis Ektoros
100 m: Vorrunde
400 m: Vorrunde
800 m: Vorrunde
3000 m Bahngehen: Vierter

- G. Fotakis
Marathon: k. A.

- Nikolaos Georgantas
Steinstoßen:  Olympiasieger
Diskuswurf:  Zweiter
Diskuswurf (griechischer Stil):  Zweiter

- Konstantinos Ioannou
Marathon: k. A.

- Georgios Isigonis
110 m Hürden: Vorrunde

- Perikles Kakousis
Diskuswurf (griechischer Stil): k. A.

- Dimitrios Kantzias
1500 m: Vorrunde
5 Meilen (8047 m): k. A.
Marathon: k. A.

- Konstantinos Karvelas
Marathon: Siebter

- Georgios Kesar
100 m: Vorrunde

- Georgios Choudoumadis
Marathon: Elfter

- Ioannis Kollaros
Standweitsprung: Elfter

- V. Koskoris
Marathon: k. A.

- Stefanos Koundouriotis
Stabhochsprung: Fünfter

- Dimitrios Koukoulas
Diskuswurf (griechischer Stil): k. A.

- Alexandros Kouris
1500 m Bahngehen: Sechster

- Ioannis Kousoulidis
Marathon: k. A.

- Anastasios Koutoulakis
Marathon: k. A.

- L. Leon
Weitsprung: 19.
Dreisprung: 16.

- Stavros Lelekos
Dreisprung: 17.

- Theodoros Makris
Stabhochsprung: Vierter

- G. Marannqoudakis
Marathon: k. A.

- Xenofon Milonakis
5 Meilen (8047 m): k. A.
Marathon: k. A.

- Nikolaos Mourmouris
100 m: Vorrunde
Hochsprung: k. A.

- Dimitrios Müller
Dreisprung: Fünfter

- Vladimiros Negreponits
Marathon: 13.

- Ioannis Panagoulopoulos
3000 m Bahngehen: Fünfter

- A. Papadakis
100 m: Vorrunde

- Vasilios Papageorgiou
Kugelstoßen: Fünfter
Steinstoßen: k. A.
Diskuswurf: k. A.
Diskuswurf (griechischer Stil): k. A.
Speerwurf (Freistil): k. A.

- Georgios Papachristou
Steinstoßen: k. A.
Diskuswurf: k. A.

- E. Parousis
Speerwurf (Freistil): k. A.

- Christos Parsalis
Dreisprung: Zehnter
Fünfkampf: Elfter

- Patestos Patestidis
100 m: Vorrunde

- Panagiotis Polimenos
Marathon: k. A.

- A. Priftis
Weitsprung: 26.

- Michail Rossidis
Marathon: k. A.

- Ioannis Santorinaios
5 Meilen (8047 m): k. A.

- Georgios Saridakis
1500 m Bahngehen: Vierter
3000 m Bahngehen:  Dritter

- Dimitrios Siantis
400 m: Vorrunde

- Georgios Skoutaridis
110 m Hürden: Vorrunde

- G. Solidakis
Marathon: k. A.

- Konstantinos Spetsiotis
1500 m Bahngehen:  Dritter
3000 m Bahngehen: k. A.

- Dimitrios Stamou
5 Meilen (8047 m): k. A.

- G. Stamoulis
Marathon: k. A.

- Vasilios Stournaras
100 m: Vorrunde
Weitsprung: Neunter
Dreisprung: Siebter

- Tassos Topsidellis
Marathon: k. A.

- Christos Tsatsanifos
800 m: Vorrunde
1500 m: Vorrunde

- Kostas Tsiklitiras
Standhochsprung: Sechster
Standweitsprung: Achter

- Andreas Tsolias
Speerwurf (Freistil): k. A.

- Alexandre Tuffèri
110 m Hürden: Vorrunde
Standweitsprung: Siebter

- Alkiviadis Tzelepopoulos
5 Meilen (8047 m): k. A.
Marathon: k. A.

- Ioannis Varanakis
Kugelstoßen: k. A.

- Charilaos Vasilakos
1500 m Bahngehen: Fünfter

- Spyros Vellas
Diskuswurf (griechischer Stil): k. A.

- S. Velliotis
Marathon: k. A.

- Loukas Venizelos
800 m: Vorrunde

- Georgios Zinon
100 m: Vorrunde
110 m Hürden: Vorrunde

### Radsport
- Aristidis Albanopoulos
Straßenrennen Einzel: k. A.
333,33 m Zeitfahren (Bahnrunde): 24.
Tandem: Vorrunde
20 km Bahnfahren mit Schrittmacher: Vorrunde

- Georgios Apostolopoulos
1000 m Zeitfahren: Vorrunde

- Ioannis Avelas
Tandem: Vorrunde

- Alexandros Fronimos
Straßenrennen Einzel: k. A.

- Aristidis Konstantinidis
Straßenrennen Einzel: k. A.
20 km Bahnfahren mit Schrittmacher: Vorrunde

- Christos Lagos
Straßenrennen Einzel: k. A.

- Nikolaos Mavrogenis
Straßenrennen Einzel: Zehnter
Tandem: Vorrunde

- Ioannis Petritsis
Straßenrennen Einzel: Sechster
1000 m Zeitfahren: Vorrunde
333,33 m Zeitfahren (Bahnrunde): 22.
5000 m Bahnfahren: Vorrunde
20 km Bahnfahren mit Schrittmacher: Vorrunde

- Konstantinos Tzortzakis
333,33 m Zeitfahren (Bahnrunde): 22.
Tandem: Vorrunde
20 km Bahnfahren mit Schrittmacher: Vorrunde

- Alexandros Verdesopoulos
1000 m Zeitfahren: Vorrunde
333,33 m Zeitfahren (Bahnrunde): Sechster

### Ringen
- Menelaos Karotzieris
Mittelgewicht: Achter

- Stefanos Christopoulos
Schwergewicht: Vierter

- Dimitrios Kolyvas
Leichtgewicht: Siebter

- Ioannis Patsoulis
Schwergewicht: Siebter

- Themistoklis Palaiologos
Mittelgewicht: Achter

- Petros Petsas
Leichtgewicht: Siebter

- Dimitrios Psaltopoulos
Schwergewicht: Vierter

- Dimitrios Skouteris
Leichtgewicht: Siebter

- Antonios Tsitas
Mittelgewicht: Achter

### Rudern
- Ioannis Agrimis
Sechzehner mit Steuermann (3000 m):  Olympiasieger

- Pavlos Alsanis
Sechzehner mit Steuermann (3000 m): Fünfter

- Konstantinos Athanasiadis
Vierer mit Steuermann (2000 m): k. A.

- Demetrios Balourdos
Sechser mit Steuermann (2000 m):  Zweiter

- Georgios Barous
Sechzehner mit Steuermann (3000 m): Vierter

- Nikolaos Blioziotis
Sechzehner mit Steuermann (3000 m): Vierter

- Georgios Boumboulis
Vierer mit Steuermann (2000 m): k. A.

- Christos Brisimitzakis
Zweier mit Steuermann (1000 m): k. A.
Zweier mit Steuermann (1 Meile): k. A.
Vierer mit Steuermann (2000 m): Fünfter

- Demetrios Dais
Secher mit Steuermann (2000 m):  Zweiter

- Nikolaos Dekavalas
Secher mit Steuermann (2000 m):  Zweiter

- Stamatios Diomataras
Sechzehner mit Steuermann (3000 m):  Zweiter

- Ioannis Dolas
Sechzehner mit Steuermann (3000 m):  Zweiter

- Andreas Drivas
Sechzehner mit Steuermann (3000 m):  Olympiasieger

- Aristidis Drakakis
Sechzehner mit Steuermann (3000 m): Fünfter

- Theodoros Emeraldis
Zweier mit Steuermann (1000 m): k. A.

- Vasilios Falangas
Sechzehner mit Steuermann (3000 m): Vierter

- Ioannis Fasilis
Sechzehner mit Steuermann (3000 m):  Zweiter

- Nikolaos Filippidis
Sechzehner mit Steuermann (3000 m): Fünfter

- Nikolaos Fotinakis
Secher mit Steuermann (2000 m):  Dritter

- Georgios Fouskas
Sechzehner mit Steuermann (3000 m): Fünfter

- Petros Freskalakis
Sechzehner mit Steuermann (3000 m): Vierter

- Georgios Georgitseas
Vierer mit Steuermann (2000 m): Sechster

- Ioannis Georgas
Sechzehner mit Steuermann (3000 m):  Olympiasieger

- Ioannis Gounaris
Vierer mit Steuermann (2000 m): Siebter

- Demetrios Grous
Secher mit Steuermann (2000 m):  Dritter

- Ioannis Grypaios
Sechzehner mit Steuermann (3000 m):  Zweiter

- Ioannis Kaisarefs
Sechzehner mit Steuermann (3000 m):  Olympiasieger

- Demetrios Kakousis
Sechzehner mit Steuermann (3000 m):  Olympiasieger

- Athanasios Kalyvas
Sechzehner mit Steuermann (3000 m): Vierter

- Evangelos Kanakaris
Sechzehner mit Steuermann (3000 m):  Zweiter

- Nikolaos Karagiannis
Sechzehner mit Steuermann (3000 m): Vierter

- Konstantinos Karakatsanis
Sechzehner mit Steuermann (3000 m): Vierter

- Pavlos Karangonidis
Sechzehner mit Steuermann (3000 m):  Olympiasieger

- Nikolaos Karsouvas
Secher mit Steuermann (2000 m):  Zweiter

- Vasilios Katechis
Sechzehner mit Steuermann (3000 m): Fünfter

- Michail Katsoulis
Sechzehner mit Steuermann (3000 m):  Zweiter

- Konstantinos Kefalas
Sechzehner mit Steuermann (3000 m):  Olympiasieger

- Evangelos Chaldeos
Sechzehner mit Steuermann (3000 m):  Zweiter

- Argos Chalykiopoulos
Sechzehner mit Steuermann (3000 m): Vierter

- Georgios Chasapis
Sechzehner mit Steuermann (3000 m): Fünfter

- Dionysios Christeas
Sechser mit Steuermann (2000 m):  Dritter

- A. Kordonis
Sechser mit Steuermann (2000 m): Vierter

- I. Kottas
Sechzehner mit Steuermann (3000 m): Fünfter

- Dimitrios Kountouris
Zweier mit Steuermann (1000 m): k. A.
Vierer mit Steuermann (2000 m): Fünfter

- Christos Koutoulangas
Sechzehner mit Steuermann (3000 m): Vierter

- Pavlos Kypraios
Secher mit Steuermann (2000 m):  Zweiter

- Ioanis Lafiotis
Sechzehner mit Steuermann (3000 m):  Olympiasieger

- Athanasios Lafis
Sechzehner mit Steuermann (3000 m): Vierter

- S. Lemonis
Sechzehner mit Steuermann (3000 m):  Zweiter

- Christos Liambeis
Vierer mit Steuermann (2000 m): k. A.

- P. Lomvardos
Secher mit Steuermann (2000 m):  Dritter

- Spyros Lomvardos
Sechser mit Steuermann (2000 m): Vierter

- Ioannis Loukas
Sechzehner mit Steuermann (3000 m):  Olympiasieger

- Anastasios Maniatis
Sechzehner mit Steuermann (3000 m): Vierter

- Nikolaos Mardelis
Vierer mit Steuermann (2000 m): Siebter

- Ilias Marinos
Sechzehner mit Steuermann (3000 m): Fünfter

- Georgios Maroulis
Secher mit Steuermann (2000 m):  Dritter

- Nikolaos Mavrakis
Sechzehner mit Steuermann (3000 m): Fünfter

- Dimitrios Mavronas
Sechser mit Steuermann (2000 m): Vierter

- Ioannis Melachroinos
Sechzehner mit Steuermann (3000 m): Fünfter

- Petros Mexis
Sechser mit Steuermann (2000 m):  Dritter

- Isidoros Michas
Sechzehner mit Steuermann (3000 m):  Olympiasieger

- Ioannis Milakas
Sechzehner mit Steuermann (3000 m):  Zweiter

- Argos Mylonas
Sechzehner mit Steuermann (3000 m):  Olympiasieger

- Konstantinos Misgonginis
Secher mit Steuermann (2000 m):  Zweiter

- Mikhail Mouratis
Sechzehner mit Steuermann (3000 m):  Olympiasieger

- Georgios Nikolakis
Zweier mit Steuermann (1 Meile): k. A.

- Georgios Nikoloutsos
Sechzehner mit Steuermann (3000 m):  Zweiter

- Konstantinous Niotis
Sechzehner mit Steuermann (3000 m):  Zweiter

- Parmenios Nomikos
Zweier mit Steuermann (1 Meile): k. A.
Vierer mit Steuermann (2000 m): Fünfter

- Evangelos Oikonomou
Sechzehner mit Steuermann (3000 m): Fünfter

- Konstantinos Pagoulatos
Sechzehner mit Steuermann (3000 m): Fünfter

- Konstantinos Papagiannoulis
Sechzehner mit Steuermann (3000 m):  Zweiter

- Ioannis Papapanagiotou
Sechzehner mit Steuermann (3000 m):  Zweiter

- N. Papakostas
Zweier mit Steuermann (1000 m): k. A.

- Georgios Papazis
Sechzehner mit Steuermann (3000 m): Fünfter

- Emilios Paravolos
Sechser mit Steuermann (2000 m): Vierter

- Petros Pavlidis
Vierer mit Steuermann (2000 m): Siebter

- Demetrios Pediadis
Vierer mit Steuermann (2000 m): Sechster

- Nikolaos Petropoulos
Vierer mit Steuermann (2000 m): Siebter

- N. Petros
Vierer mit Steuermann (2000 m): Sechster

- Demetrios Piaditis
Sechzehner mit Steuermann (3000 m):  Olympiasieger

- Ioannis Pilouris
Sechzehner mit Steuermann (3000 m):  Olympiasieger

- Antonios Pitsilos
Sechzehner mit Steuermann (3000 m): Fünfter

- Theofilakos Psiliakos
Zweier mit Steuermann (1000 m): Fünfter
Zweier mit Steuermann (1 Meile):  Zweiter

- Petros Pterneas
Sechzehner mit Steuermann (3000 m):  Zweiter

- Christos Rangos
Vierer mit Steuermann (2000 m): k. A.

- N. Retsinopoulos
Zweier mit Steuermann (1000 m): k. A.

- D. Ringas
Sechzehner mit Steuermann (3000 m): Fünfter

- Menelaos Sakorafos
Vierer mit Steuermann (2000 m): k. A.

- Panagiotis Saousopoulos
Zweier mit Steuermann (1 Meile): k. A.
Vierer mit Steuermann (2000 m): Sechster

- Michail Sokos
Sechzehner mit Steuermann (3000 m):  Olympiasieger

- Demetrios Souranis
Secher mit Steuermann (2000 m):  Dritter

- Aristidis Spalieris
Sechser mit Steuermann (2000 m): Vierter

- Anastasios Stavrianos
Sechzehner mit Steuermann (3000 m): Fünfter

- Xenofon Stellas
Sechzehner mit Steuermann (3000 m):  Zweiter

- Nikolaos Stergiou
Sechzehner mit Steuermann (3000 m):  Zweiter

- Ioannis Tsirakis
Sechzehner mit Steuermann (3000 m):  Zweiter

- Christos Tsirigotakis
Sechzehner mit Steuermann (3000 m):  Olympiasieger

- Georgios Tsakonas
Vierer mit Steuermann (2000 m): Fünfter

- Pavlos Tzannidis
Sechzehner mit Steuermann (3000 m): Vierter

- Pavlos Tzannos
Sechzehner mit Steuermann (3000 m): Vierter

- Emmilios Vafeas
Sechser mit Steuermann (2000 m): Vierter

- Nikolaos Valsamakis
Sechser mit Steuermann (2000 m): Vierter

- N. Vasiliadis
Sechzehner mit Steuermann (3000 m): Fünfter

- Christos Velegris
Zweier mit Steuermann (1 Meile): k. A.

- Petros Velliotis
Sechzehner mit Steuermann (3000 m):  Olympiasieger

- Ioannis Venieris
Zweier mit Steuermann (1000 m): k. A.

- Spyros Vessalas
Secher mit Steuermann (2000 m):  Zweiter

- Nikolaos Vianginis
Zweier mit Steuermann (1 Meile): k. A.
Vierer mit Steuermann (2000 m): Fünfter

- Georgios Vogiatzakos
Sechzehner mit Steuermann (3000 m): Vierter

- Nikolaos Zamanos
Vierer mit Steuermann (2000 m): Sechster

### Schießen
- Ioannis Drosopoulos
Tontaubenschießen (Trap): Sechster

- Evangelos Evangelidis
Scheibenpistole (20 m): DNF

- Alfr. Fotiadis
Scheibenpistole (20 m): 20.
Schnellfeuerpistole (25 m): 17.

- Georgios Gaitanos
Militärgewehr (200 m, Modell des Jahres 1874): 24.

- Anastasios Karatzas
Freies Gewehr, Einzel (300 m): 32.
Militärgewehr (300 m): DNF

- Aristidis Kronis
Freier Revolver (25 m): 28.
Freier Revolver (50 m): 27.
Militärrevolver (20 m, Modell des Jahres 1874): Achter
Militärrevolver (20 m): 14.
Freies Gewehr, Mannschaft (300 m): Vierter
Militärgewehr (300 m): 30.

- Panagiotis Manginas
Militärgewehr (200 m, Modell des Jahres 1874): 25.

- Frangiskos Mavrommatis
Freier Revolver (25 m): 14.
Freier Revolver (50 m): Zwölfter
Militärrevolver (20 m, Modell des Jahres 1874): 14.
Militärrevolver (20 m): 23.
Scheibenpistole (20 m): Sechster
Freies Gewehr, Mannschaft (300 m): Vierter
Freies Gewehr, Einzel (300 m): 27.
Militärgewehr (200 m, Modell des Jahres 1874): Neunter
Militärgewehr (300 m): 17.

- Anastasios Metaxas
Freier Revolver (25 m): Zehnter
Freier Revolver (50 m): 21.
Militärrevolver (20 m, Modell des Jahres 1874): 13.
Militärrevolver (20 m): Achter
Scheibenpistole (20 m): 15.
Freies Gewehr, Mannschaft (300 m): Vierter
Militärgewehr (300 m): 26.
Tontaubenschießen (Trap): DNF
Tontaubenschießen, Doppelschuss (Trap):  Zweiter

- Georgios Orfanidis
Freier Revolver (25 m): 18.
Freier Revolver (50 m):  Olympiasieger
Militärrevolver (20 m, Modell des Jahres 1874): 20.
Militärrevolver (20 m): Zehnter
Scheibenpistole (20 m): 18.
Schnellfeuerpistole (25 m): DNF
Freies Gewehr, Mannschaft (300 m): Vierter
Freies Gewehr, Einzel (300 m): 20.
Militärgewehr (200 m, Modell des Jahres 1874): Achter
Militärgewehr (300 m): 21.

- Ioannis Papapanagiotou
Freier Revolver (25 m): 17.
Freier Revolver (50 m): 20.
Militärrevolver (20 m, Modell des Jahres 1874): Elfter
Militärrevolver (20 m): 13.

- Ioannis Peridis
Tontaubenschießen (Trap):  Zweiter
Tontaubenschießen, Doppelschuss (Trap): Vierter

- Dimitrios Petropoulos
Militärgewehr (200 m, Modell des Jahres 1874): 27.
Militärgewehr (300 m): 38.
Tontaubenschießen (Trap): Achter

- Georgios Petropoulos
Schnellfeuerpistole (25 m): Neunter

- Aristidis Rangavis
Freier Revolver (25 m):  Dritter
Freier Revolver (50 m):  Dritter
Militärrevolver (20 m, Modell des Jahres 1874): Sechster
Militärrevolver (20 m): 22.
Scheibenpistole (20 m): Siebter

- Konstantinos Skarlatos
Freier Revolver (25 m): 15.
Freier Revolver (50 m): Fünfter
Militärrevolver (20 m, Modell des Jahres 1874): 17.
Scheibenpistole (20 m): Vierter
Schnellfeuerpistole (25 m):  Olympiasieger

- Georgios Skotadis*
Freier Revolver (25 m): 22.
Militärrevolver (20 m):  Dritter

- Dimitrios Spiliotopoulos
Militärgewehr (200 m, Modell des Jahres 1874): 30.
Militärgewehr (300 m): 34.

- Vasileios Stais
Tontaubenschießen (Trap): DNF
Tontaubenschießen, Doppelschuss (Trap): Sechster

- Konstantinos Thanopoulos
Tontaubenschießen (Trap): Fünfter
Tontaubenschießen, Doppelschuss (Trap): Sechster

- Alexandros Theofilakis
Freier Revolver (25 m): Achter
Freier Revolver (50 m): Elfter
Militärrevolver (20 m, Modell des Jahres 1874): Zehnter
Militärrevolver (20 m):  Zweiter
Scheibenpistole (20 m): DNF
Schnellfeuerpistole (25 m): 14.
Freies Gewehr, Mannschaft (300 m): Vierter
Freies Gewehr, Einzel (300 m): 14.
Militärgewehr (200 m, Modell des Jahres 1874): 13.
Militärgewehr (300 m): 20.

- Ioannis Theofilakis
Freies Gewehr, Einzel (300 m): 28.
Militärgewehr (200 m, Modell des Jahres 1874): 31.
Militärgewehr (300 m): DNF

- Iakovos Theofilas
Freies Gewehr, Einzel (300 m): DNF
Militärgewehr (200 m, Modell des Jahres 1874): 18.

- Matthias Triantafyllidis
Freier Revolver (25 m): 21.
Freier Revolver (50 m): 26.
Militärrevolver (20 m, Modell des Jahres 1874): 19.
Militärrevolver (20 m): Siebter
Scheibenpistole (20 m): DNF
Freies Gewehr, Einzel (300 m): 30.
Militärgewehr (200 m, Modell des Jahres 1874): 17.
Militärgewehr (300 m): 33.

- Konstantinos Voutieridis
Schnellfeuerpistole (25 m): 19.

- Georgios Zisimos
Freier Revolver (25 m): 27.
Freier Revolver (50 m): 30.
Militärrevolver (20 m, Modell des Jahres 1874): 25.
Militärrevolver (20 m): 26.

### Schwimmen
- Konstantinos Kleinias
400 m Freistil: DNF

- Vasilios Leontopoulos
100 m Freistil: Vorrunde
400 m Freistil: DNF
1 Meile (1609 m) Freistil: DNF

- Konstantinos Panteleskos
400 m Freistil: DNF

- P. Paraskevopoulos
100 m Freistil: 19.

- Georgios Soulis
1 Meile (1609 m) Freistil: DNF

- Spyridon Tzetzos
100 m Freistil: Vorrunde
1 Meile (1609 m) Freistil: DNF

### Tauziehen
- Zweiter
Spyros Lazaros
Antonios Tsitas
Spyros Vellas
Vasilios Psachos
Konstantinos Lazaros
Georgios Papachristou
Panagiotis Trivoulidis
Georgios Psachos

### Tennis
- Ioannis Ballis
Einzel (Männer): Neunter
Doppel (Männer):  Zweiter

- Nikolaos Karydias
Einzel (Männer): 14.

- Dionysios Kasdaglis
Mixed: Vierter

- Xenophon Kasdaglis
Einzel (Männer): Neunter
Doppel (Männer):  Zweiter
Mixed:  Dritter

- Ioannis Ketseas
Doppel (Männer): Fünfter

- Sophia Marinou
Einzel (Frauen):  Zweiter
Mixed:  Zweiter

- Aspasia Matsa
Einzel (Frauen): Vierter
Mixed:  Dritter

- Effrosini Paspati
Einzel (Frauen):  Dritter
Mixed: Vierter

- Esme Simiriotou
Einzel (Frauen):  Olympiasieger
Mixed: Vierter

- Georgios Simiriotou
Einzel (Männer): Sechster
Doppel (Männer): Vierter
Mixed:  Zweiter

- Georgios Skouzes
Doppel (Männer): Fünfter

- Ioanna Tissamenou
Einzel (Frauen): Fünfter

- Leonidas Zarifis
Einzel (Männer): Sechster

- Nikolaos Zarifis
Einzel (Männer): 14.
Doppel (Männer): Vierter
Mixed: Vierter

### Turnen
- Nikolaos Akestoridis
Einzelmehrkampf (5 Übungen): 18.
Tauhangeln: Fünfter

- Georgios Aliprantis
Einzelmehrkampf (5 Übungen): 15.
Tauhangeln:  Olympiasieger

- Nikolaos Aliprantis
Einzelmehrkampf (5 Übungen): Siebter

- Themistoklis Anastasoglou
Einzelmehrkampf (5 Übungen): 23.

- Ioannis Avelas
Tauhangeln: Elfter

- Matthias Despotopoulos
Einzelmehrkampf (5 Übungen): 23.
Tauhangeln: Elfter

- Georgios Georgantopoulos
Tauhangeln: Vierter

- Al. Kalafatis
Tauhangeln: 16.

- G. Koemzopoulos
Tauhangeln: Siebter

- Konstantinos Kozanitas
Tauhangeln:  Dritter

- G. Kyrieris
Tauhangeln: 14.

- Georgios Moschakis
Einzelmehrkampf (5 Übungen): 29.

- M. Nomikos
Tauhangeln: Neunter

- Konstantinos Pantzopoulos
Tauhangeln: Sechster

- Petros Pavlidis
Tauhangeln: Achter

- Konstantinos Petropoulakis
Einzelmehrkampf (5 Übungen): 34.

- Alexandros Polakis
Einzelmehrkampf (5 Übungen): 15.
Einzelmehrkampf (6 Übungen): 15.

- Konstantinos Simeonidis
Tauhangeln: 13.

- Epaminondas Simiriotis
Einzelmehrkampf (5 Übungen): 33.

### Wasserspringen
- D. Argalias
Turmspringen: 20.

- Emilios Krouazas
Turmspringen: 18.

- P. Paraskevopoulos
Turmspringen: 19.